# Adrie Koster
Adrianus Cornelis Koster (Zierikzee, 18 de Novembro de 1954) é um treinador neerlandês de futebol e ex-jogador, atualmente treinador do Club Brugge.

## Carreira
Peter Arntz fez parte do elenco da Seleção Neerlandesa de Futebol que disputou a Eurocopa de 1980.

## Ligações Externas
- Perfil em FIFA.com (em inglês)